# La Chapelle-des-Fougeretz
La Chapelle-des-Fougeretz är en kommun i departementet Ille-et-Vilaine i regionen Bretagne i nordvästra Frankrike. Kommunen ligger i kantonen Betton som tillhör arrondissementet Rennes. År 2022 hade La Chapelle-des-Fougeretz 4 603 invånare.

## Befolkningsutveckling
Antalet invånare i kommunen La Chapelle-des-Fougeretz
Referens:INSEE